# ZERO1
ZERO1은 신야 하시모토에 의하여 2001년에 창설된 일본 인디 프로레슬링 단체이다.

## 역사

### 비하인드 스토리
2000년 신야 하시모토가 신일본 프로레슬링과 제휴단체를 맺기 위해 인디단체를 창설하고 신일본 프로레슬링 Zero라고 부를
계획을 가지고 있었으나 하시모토가 신일본 프로레슬링에서 2000년 11월에 해고당하면서 그 계획은 무산이 되고 하시모토는
프로레슬링 Zero-One이라는 상표를 등록시킨다.

### Zero1(제로원)의 시작, Pro Wrestling Zero1
신야 하시모토는 신지로 오타니와 함께 프로레슬링 Zero-One을 창설한다. 수년동안 신일본 프로레슬링과 일본 인디 단체들의
레슬러들이 주로 출전하는데 타츠히토 타카이와 , 마사토 타나카 , 타카오 오모리 , 이쿠토 히타카 , 와타루 사카타가 그들이다.
몇 년이 지나 제로원은 프로레슬링 노아(NOAH) , 전일본 프로레슬링(AJPW) , 신일본 프로레슬링(NJPW) , 리키프로(RIKIPRO) ,
허슬(HUSTLE) , 빅 마우스 로우드(Big Mouth Loud) , 킹스 로드(King's Road) , 드래곤도어 (엘 도라도 레슬링)과 제휴를 맺게 된다.
2004년 11월 30일 하시모토가 단체의 소유권을 재산문제로 인해 포기하기로 한다. 그리하여 유한회사 퍼스트 온 스테이지에서 단체를
소유하게 되면서 단체명이 Pro Wrestling Zero1-Max로 변경하게 된다. 그리하여 미국의 유명한 레슬러들인 로우키 (카발) , AJ 스타일스 ,
사모아 죠 , 스티브 코리노 , 스팽키 (브라이언 켄드릭) , 폴 런던 , 알렉스 셸리 , 선제이 더트 , 마이크 녹스 , 실베스타 터카이 (프레데터) ,
슈퍼 크레이지 , 맷 스트라이커 , C.W 앤더슨 , 콜트 카바나 , CM 펑크 , 톰 하워드 , 라이언 사코다 , 에어론 아길레라 등이 활약을
했다. 그리고 미국 단체인 AWA 슈퍼스타즈 오브 레슬링 (레슬링 슈퍼스타즈 라이브)와 제휴관계를 맺기도 하고 NWA 연맹에 가입을 하게 된다.
2005년 7월 11일 신야 하시모토 前 회장이 뇌동맥류로 인해 40세의 젊은 나이로 사망하게 된다.
2006년 9월 12일 Zero1-Max는 글로벌 프로레슬링 연맹(GPWA)와 제휴관계를 맺게된다.

## 소속 선수들
| - 이쿠토 히다카 - 푸나키 (쿵 푸나키) - 켄타 카키누마 - 코헤이 사토 - 마사토 타나카 - 미노루 후지타 - 리키야 후도 - 료우지 사이 - 신지로 오타니 - 시토 우에다 - 쇼타 타카니시 - 요시카즈 요코야마 - 유주루 사이토 |

### 외국인
| - 아케보노 - 크리스 래버 - 죠 E 레젼드 - 선제이 더트 - 실베스타 터카이 (프레데터) - 타이슨 덕스 - 조경호 |

### 외부단체 레슬러들
| - 다이스케 세키모토 (대일본 프로레슬링) - 하야토 후지타 (미치노쿠 프로) - 킨타로 카네무라 (익스트림 레슬링 패더레이션, XWF) - 무네노리 사와 (배틀아츠) - 시로 코시나카 (프리랜서) - 타쿠야 수구와라 (프리랜서) - 유사쿠 오바타 (익스트림 레슬링 패더레이션, XWF) |

### 태그팀
| - 아이보우 (이쿠토 히다카 & 무네노리 사와) - 칸젠 (신지로 오타니 & 아케보노) - 푸나키 & 이쿠토 히다카 - 코헤이 사토 & 카미카제 - 스티브 코리노 & 하트레이 잭슨 - 스티브 코리노 & 콜비 코리노 - 스오른 브라더스 (미노루 후지타 & 타쿠야 수가와라) |

## 챔피언 현황
| 타이틀                                      | 현재 챔피언   | 획득한 날짜      |  |
| ------------------------------------------- | ------------- | ---------------- |  |
| Zero1 월드 헤비웨이트 챔피언                | 코헤이 사토   | 2016년 3월 27일  |  |
| Zero1 유나이티드 스테이츠 헤비웨이트 챔피언 | 공석          |                  |  |
| Zero1 인터내셔널 주니어 헤비웨이트 챔피언   | 오타니 신지로 | 2015년 10월 11일 |  |
| NWA 유나이티드 내셔널 헤비웨이트 챔피언     | 공석          |                  |  |
| NWA 인터콘티넨탈 태그팀 챔피언              | 공석          |                  |  |
| NWA 인터내셔널 라이트웨이트 태그팀 챔피언   | 공석          |                  |  |

## 토너먼트 (Tournament) 일정표

### 2011년 토너먼트 (Tournament) 일정표
| 날짜        | 토너먼트명      |  |
| ----------- | --------------- |  |
| 2011년 8월  | 파이어 페스티벌 |  |
| 2011년 12월 | 후린카잔        |  |